# La Carrasca (Valencia)

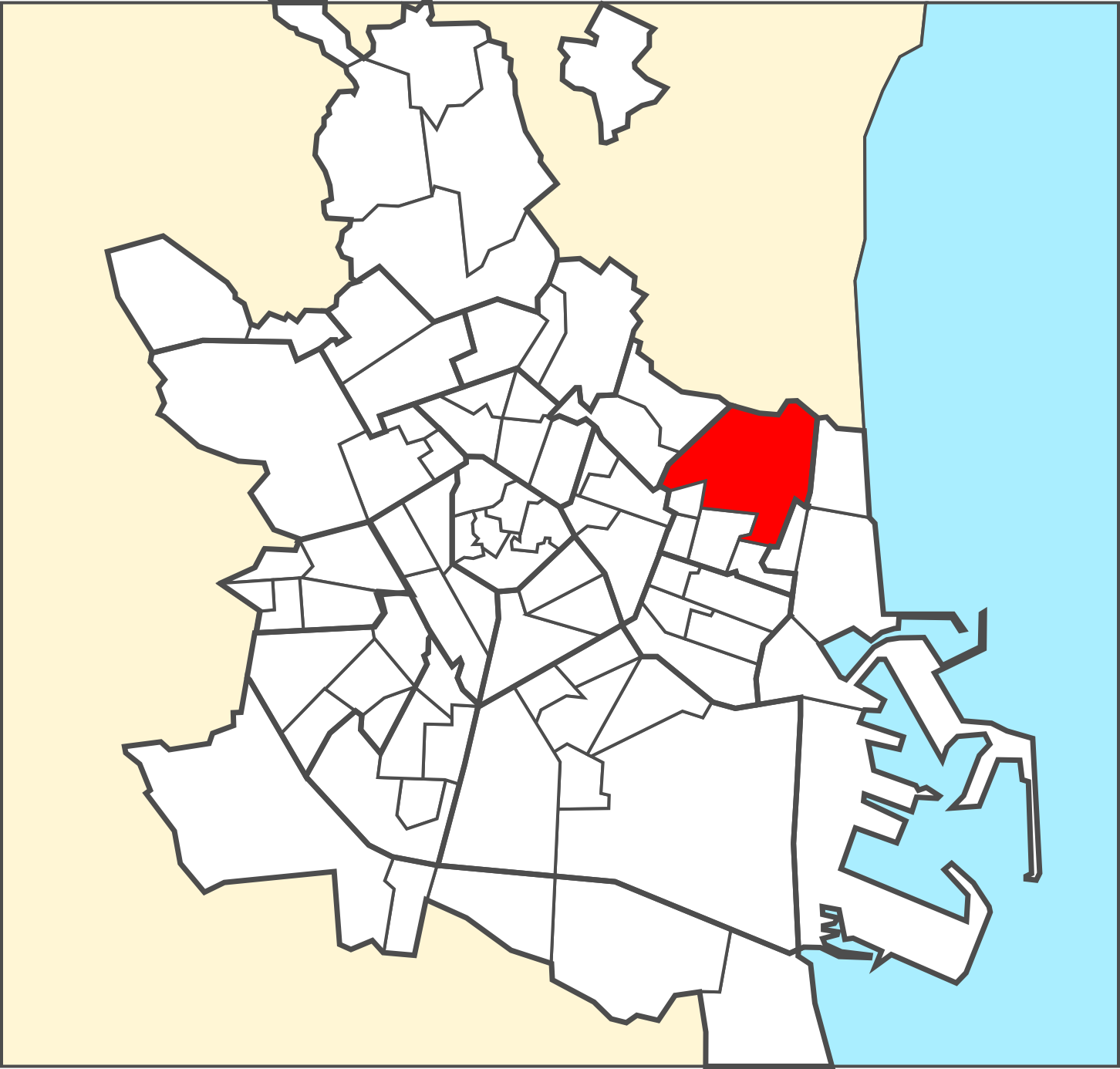
Localización de La Carrasca en el municipio de Valencia.

La Carrasca es un barrio de la ciudad de Valencia (España), perteneciente al distrito de Algirós. Está situado al este de la ciudad y limita al norte con el municipio de Alboraya, al este con Malvarrosa y Beteró al sur con Isla Perdida, Ciudad Jardín y La Bega Baixa y al oeste con Benimaclet y Camino de Vera. Su población en 2022 era de  3.306 habitantes.